# 박중길
박중길(朴重吉)은 대한민국의 남자 탁구 선수였다. 1966년 한국 서울 아시아선수권대회에서 단체 은메달을 획득하였다.